# Polizeiruf 110: Die Gurkenkönigin
Die Gurkenkönigin ist ein Fernsehfilm aus der Krimireihe Polizeiruf 110. Der im Auftrag des Rundfunk Berlin-Brandenburg (rbb) produzierte Film wurde am 15. April 2012 erstgesendet. Kriminalhauptkommissarin Tamara Rusch, verkörpert von Sophie Rois, ermittelt in diesem Fall zusammen mit Polizeihauptmeister Krause, dargestellt von Horst Krause. Olga Lenski, alias Maria Simon, befindet sich im Schwangerschaftsurlaub, weshalb sie von Tamara Rusch vertreten wird. Es ist die 327. Folge der Polizeiruf-110-Reihe.

## Handlung
Luise König ist noch in ihrem Büro in der Gurkenfabrik in Lübbenau, als sie ein Geräusch hört. Als sie in der Halle nachschaut, sieht sie sich plötzlich einer als Vampir maskierten Person gegenüber. Luises Tochter Anne verständigt die Polizei, dass eine Tür aufgebrochen und eine Scheibe eingeschlagen sei und sie nicht wisse, ob das ein Einbruch sei. Aber sie wisse, dass ihre Mutter noch im Gebäude sei. Polizeihauptmeister Krause findet Luise König auf einem Stuhl festgebunden und geknebelt vor. Sie wird von einem als Vampir Verkleideten bedroht, der dabei ist, Benzin auf den Boden um Luises Stuhl zu schütten. Als Krause ihn anspricht, hält er ein Feuerzeug hoch, was einer indirekten Drohung gleichkommt. Als Krause sich daraufhin auf den Boden schmeißt, verliert er seine Dienstwaffe. Der Täter schnappt sie sich und sucht das Weite. Luise König, von Krause losgebunden, meint nur „alles sei bestens“ und entfernt sich in Windeseile.
Als Luise König später von Kriminalhauptkommissarin Tamara Rusch, der Schwangerschaftsvertretung von Olga Lenski, befragt wird, meint sie nur leichthin, sie habe nicht die geringste Ahnung, wer das gewesen sein könne. Tamara Rusch fragt Krause, ob er meine, dass Luise König jemanden schützen wolle. Als die Kommissarin später weitere Ermittlungen im Haus der Königs anstellt und Anne König befragt, trifft sie auch auf Luises Mann Günther und auf Luises weitere Tochter Steffi und deren Freund Maurice. Tamara Rusch ermittelt, dass Luise König unmittelbar vor und kurz nach dem Überfall mit einer Stuttgarter Nummer telefoniert hatte. Es war – wie sich später herausstellt – der Telefonanschluss des größten Konservenherstellers Deutschlands und es ging um ein Fax mit wichtigem Inhalt, welches verschwunden ist, weil Anne es ohne das Wissen ihrer Mutter an sich genommen hat. Außerdem fallen Rusch und Krause riesige aufgeknüpfte Puppen auf, die kopfüber in der Scheune hängen.
Nachts hört Luise König ein Geräusch und verlässt ihr Bett, als auch schon ein Schuss fällt; geistesgegenwärtig kriecht sie unters Bett. Ihre aufgeschreckte Familie lässt sie wissen, dass ja nichts passiert sei und sie sich wieder schlafen legen könnten. Tamara Rusch, die mit Krause zu Luise Königs Schutz ebenfalls auf dem Anwesen übernachtet, fragt Luise, ob sie unbedingt sterben wolle. Bei ihren weiteren Ermittlungen bringt die Kommissarin in Erfahrung, dass Steffi Königs jetziger Freund früher mit ihrer Schwester Anne zusammen war, die seinerzeit ein Kind von ihm erwartete, das sie aber abtreiben ließ. Ihre Mutter Luise war strikt gegen diese Verbindung.
Luise Königs 50. Geburtstag steht an. Die „Gurkenkönigin“ wirkt an diesem Tag ziemlich überdreht und hektisch. Krause äußert gegenüber der Kommissarin, dass Schnitthelm der Vampir sei, er habe seine Augen gesehen. Schnitthelm ist Luise Königs Liebhaber und auf der Feier erschienen, obwohl er gar nicht eingeladen war. Maurice Schmitt, Steffis Freund, ist Schnitthelms Sohn. Der junge Mann spuckt vor seinem Vater aus und macht deutlich, dass er nichts von ihm hält. Sein arroganter Vater Schnitthelm habe kein Geld und auch keine Freunde; alles was er habe, sei ein altes Atelier. Er wisse aber nicht, wo. Schnitthelm erzählt Luises Mann Günther, dass Luise vorhabe, die Fabrik zu verkaufen und dass er zuletzt vor drei Wochen mit seiner Frau geschlafen habe. Als König seine Frau beim Kofferpacken vorfindet, meint er, es sehe ja so aus, als wolle sie durchbrennen.
Krause hat inzwischen das Waldgrundstück, auf dem sich Schnitthelms Atelier befindet, im Spreewald ausfindig gemacht. An den Bäumen hängen ebenfalls kopfüber große aufgeknüpfte Puppen. Krause stößt dort auch auf die Vampirmaske. Inzwischen überrascht Steffi ihre Schwester Anne, die gerade mit ihrem Freund Maurice schlafen will. Als Steffi sie fragt, ob sie auf einmal wegen ihrer Mutter keine Skrupel mehr habe, meint Anne, dass es ja auch keine Fabrik mehr gäbe, dass die Mutter alles verkauft habe. Tamara Rusch lässt Anne wissen, dass sie glaube, dass Maurice und sie denselben Vater hätten. Luise ist inzwischen gegangen. Sie hat ihrer Cousine Emma eine DVD dagelassen, auf der sie sich von ihrer Familie verabschiedet und erklärt, warum sie die Fabrik verkauft habe. Sie führt auch aus, dass sie den Erlös aus dem Verkauf gerecht unter allen Familienmitgliedern aufgeteilt habe.
Etwas später fällt ein Schuss. Anne hat auf ihre Mutter geschossen. Zu Tamara meint sie aufgelöst, dass sie den Lauf schon im Mund gehabt habe, als ihre Mutter plötzlich zwischen den Bäumen aufgetaucht sei, da habe sie auf sie gezielt. Als Tamara fragt, wo die Leiche sei, schreit Anne angstvoll: „Ich weiß es nicht.“ Die Kommissarin stellt fest, dass Luise König mit einem Schuss aus Krauses Dienstwaffe getötet worden ist. Günther König hat seine Frau erschossen. Als er fragt, ob er schuld sei, antwortet Tamara lakonisch, dass immer der schuld sei, der abdrücke.

## Hintergrund
Der Polizeiruf 110 Die Gurkenkönigin ist eine Produktion der Eikon Media GmbH im Auftrag des rbb für Das Erste. Als Drehorte dienten Lübbenau im Spreewald, ein für eingelegte Gurken bekanntes Anbaugebiet, Erkner und Umgebung sowie die Stadt Berlin. Gedreht wurde vom 13. September bis zum 15. Oktober 2011.
Diese Folge des Polizeirufs 110 lief als Eröffnungsfilm beim Fernsehkrimifestival 2012 in Wiesbaden.
Volker Herres, Programmdirektor des Ersten Deutschen Fernsehens, meinte nach Susanne Lothars Tod, „dass sie eine Ausnahmeschauspielerin“ gewesen sei „vor der Kamera genauso wie auf der Bühne. Ihre Präsenz und ihr Können hätten jeden Film zu etwas Besonderem gemacht, so auch diesen Polizeiruf 110.“ Diese Polizeiruf-110-Folge war eine ihrer letzten Arbeiten für das Fernsehen.

## Kritik
TV Spielfilm schrieb: „Familiengroteske mit garstigem Witz“. Irene Bazinger von der FAZ urteilt: „Rotzig, clever, sexy: Sophie Rois gibt ein erstklassiges Gastspiel als Kommissarin beim „Polizeiruf 110“ aus Brandenburg. In „Die Gurkenkönigin“ jagt sie einen Vampir.“ […] „Susanne Lothar brilliert als undurchsichtige Unternehmerin, die unter ihrem eiskalten Businesspanzer ein heißes, fast sympathisches Herz verbirgt. Gekonnt unsentimental zeigt Bernhard Schütz den verzweifelt bodenständigen Fabrikanten, der zwar König heißt, aber in Wahrheit ein Bettler ist.“ T-Online kommt zu dem Resultat: „Kein olles Rumgegurke: Der Brandenburger "Polizeiruf" um eine Spreewälder Gurkenfabrik und die zerrütteten Verhältnisse der Besitzerfamilie war leckere Krimiunterhaltung. Absolutes Glanzlicht der Folge: Kriminalhauptkommissarin Tamara Rusch (Sophie Rois) als Schwangerschaftsvertretung von Olga Lenski (Maria Simon).“ […]